# Antheraea tusseh
Antheraea tusseh är en fjärilsart som beskrevs av Frederick Wollaston Hutton 1856. Antheraea tusseh ingår i släktet Antheraea och familjen påfågelsspinnare. Inga underarter finns listade i Catalogue of Life.